# ویکتور اوسیمن
ویکتور اوسیمن (انگلیسی: Victor Osimhen؛ زادهٔ ۲۹ دسامبر ۱۹۹۸) بازیکن فوتبال اهل نیجریه است که در پست مهاجم برای تیم فوتبال گالاتاسرای در سوپر لیگ ترکیه و تیم ملی فوتبال نیجریه بازی می‌کند.

## عملکرد باشگاهی

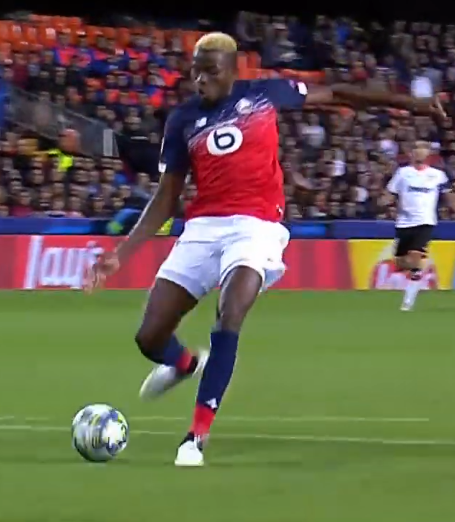
لحظه گل زدن اوسیمن به والنسیا در پیراهن لیل

اوسمین کار خود را در آکادمی آلتیمت استرایکرز، مستقر در لاگوس، نیجریه آغاز کرد. در ژانویه سال ۲۰۱۶، پس از اینکه متوجه حضور در مسابقات جهانی زیر ۱۷ساله‌ها ۲۰۱۵ شد، اوسمین متعهد شد پیش از عقد قرارداد با ولفسبورگ، در ژانویه ۲۰۱۷ رسماً به این باشگاه می‌پیوندد.

### وولفسبورگ
در ۵ ژانویه ۲۰۱۷، اوسمین رسماً یک قرارداد سه ساله و نیمه با این باشگاه امضا کرد که تا ژوئن سال ۲۰۲۰ ادامه داشت. در ۱۳ مه، اوسیمن در اولین بازی خود در بوندسلیگا برای ولفسبورگ به میدان رفت و در دقیقه ۵۹ در یک تساوی ۱–۱ مقابل بروسیا مونشن گلادباخ به عنوان جایگزین یک بازیکن مصدوم بازی کرد.
اوسیمن همچنین در هفته بعد در یک تساوی مقابل هامبورگ، در روز آخر فصل ۲۰۱۶–۱۷ قرار گرفت. او به جای سباستین یونگ مدافع به میدان آمد و گل تساوی ولفسبورگ را به ثمر رساند و ولفسبورگ را به همراه آینتراخت برونشوویگ به مرحله پلی آف برد. اوسیمن در هر دو بازی در ترکیب تیم قرار داشت و در پایان مرحله دوم با حضور وولفسبورگ در بوندس لیگا، یک جایزه دریافت کرد، زیرا در مجموع ۲–۰ برنده شدند.
اوسیمن در نیمه اول فصل ۲۰۱۷–۱۸ در ۱۲ بازی از ۱۷ تیمش انتخاب شد. او اولین بازی کامل بوندس لیگا را در تاریخ ۲۸ ژانویه ۲۰۱۸ مقابل هانوفر بدست آورد و ۹۰ دقیقه کامل را در پیروزی ۱–۰ آنها انجام داد.
اوسیمن دو بازی دیگر را آغاز کرد و در ۱۱ فوریه بازی کامل مقابل وردر برمن را انجام داد و در دقایق ۳۱ توسط دانیل دیدوی مقابل هرتا برلین در نیمه اول تعویض شد. وولفسبورگ دوباره در مرحله پلی آف قرار گرفت، اما اوسیمن این بازی‌ها را به دلیل مصدومیت از دست داد. او همچنین در یک بازی از رقابتهای جام حذفی آلمان ظاهر شد و جایگزین یاشوا گیلاوگووی برای ۱۰ دقیقه آخر شکست ۱–۰ مقابل شالکه در مرحله یک چهارم نهایی شد. اوسیمن در ۲ مه تحت عمل جراحی شانه قرار گرفت و فصل خود را با ۱۲ بازی در بوندس لیگا پایان داد.

#### شارلوا
اوسیمن دوره‌های تابستانی را با باشگاه‌های بلژیکی زولته وارخم و کلوپ بروخه، که قهرمان لیگ بودند، داشت. با این حال، در یک فصل تابستان مالاریا بر وضعیت جسمی وی تأثیر گذاشته بود و هیچ‌کدام از باشگاه‌ها تصمیم نگرفتند که او را به صورت قرضی بگیرند. در ۲۲ اوت ۲۰۱۸، اوسیمن با قراردادی قرضی به باشگاه بلژیکی شارلوا پیوست و در هیچ ۱۶ بازی خود با ولفسبورگ موفق به گلزنی نشد.
وی جایگزین کاوه رضایی لژیونر ایرانی شد که پس از به ثمر رساندن ۳ گل در ۳ بازی اول فصل به باشگاه کلوب بروخه فروخته شد. اوسیمن اولین بازی خود را در تاریخ ۱ سپتامبر مقابل اکسل موسکرون انجام داد و به عنوان جانشین او برای جرمی پربت وارد زمین شد. اوسیمن اولین بازی کامل خود را در ۲۲ سپتامبر انجام داد و اولین گل خود را به عنوان یک بازیکن حرفه ای پشت محوطه جریمه مقابل واسلند بورن به ثمر رساند. واسلند بووران علیه تیم ۱۰نفره شارلوا برابر، و پربت بعد از این در بازی خارج می‌شود و همچنین سرمربی این تیم فلیکس مازو را به صدر جدول فرستاد. اوسمین با آداما نیانه برای چهار بازی بعدی شروع کرد و یک گل دیگر به ثمر رساند که تنها گل باشگاه در بازی مقابل خنت بود. او همچنین در پنج دقیقه در تساوی ۳–۳ برابر زولته وارخم جانشین حمدی هارابی شد که گل دوم تیمش را به ثمر رساند.
اوسیمن تا ۲۵ نوامبر از سمت زمین کنار نماند، وقتی که در پیروزی ۴–۲ این تیم مقابل لوکران، یک گل زد. پس از بازی، اوسیمن به بی‌بی‌سی اسپورت گفت که «دوباره خوشحالی خود را پیدا کرده است». اوسیمن نیم فصل اول را با ۸ گل در ۱۶ بازی به پایان رساند و در رده دوم گلزنان پایین‌تر از کریستیان بناونته در این تیم قرار گرفت. پس از یک فصل موفق با تیم بلژیکی، انجام ۳۶ بازی و به ثمر رساندن ۲۰ گل، شارلوا گزینه‌های خود را برای به دست آوردن اوسمین به دنبال عملکردهای رضایت بخش خود در حالی که به‌طور قرضی بود فعال کرد.

### لیل
در ژوئیه ۲۰۱۹ او برای لیل قرارداد امضا کرد. در ۱۱ اوت ۲۰۱۹، اوسیمن اولین بازی خود در لوشامپیونا را برای لیل انجام داد و در مقابل نانت به برتری دست یافت. این مسابقه ۲–۱ به نفع لیل به پایان رسید. در اکتبر سال ۲۰۱۹ او به عنوان «بازیکن ماه» برای لیگ ۱ شناخته شد. بازیکن نیجریه ای فصل را با به ثمر رساندن ۱۳ گل در ۲۵ بازی در لیگ ۱ به پایان رساند و فصل را به عنوان بهترین گلزن باشگاهش به اتمام رساند.

## عملکرد ملی
اوسیمن به تیم ملی زیر ۱۷ سال نیجریه دعوت شد که در جام جهانی زیر ۱۷ساله‌ها ۲۰۱۵ در شیلی، جایی که اوسیمن برنده جوایز توپ طلایی و توپ نقره شد. بازی‌های او همچنین در سال ۲۰۱۵ جایزه بازیکن جوان آفریقا سال را به دست آورد.
اوسیمن اولین پیروزی خود در نیجریه را با نتیجه ۳–۰ دوستانه مقابل توگو در ۱ ژوئن ۲۰۱۷ انجام داد. اوسیمن پس از فصل ناموفق خود در ولفسبورگ، از بازی‌های جام جهانی ۲۰۱۸ فیفا جا ماند. پس از شروع موفقیت‌آمیز دوره قرصی خود در شارلوا، وی توسط گرنوت روهر برای استراحت بین‌المللی نوامبر ۲۰۱۸ فراخوانده شد و پیروزی دوستانه آنها مقابل اوگاندا را آغاز کرد. در مارس سال ۲۰۱۹، اوسیمن از تیم سوپر ایگلز آزاد شد تا نماینده تیم زیر ۲۳ساله‌های نیجریه باشد زیرا دو گل در مقابل حریف لیبی خود داشت. او در بازی برگشت مقابل لیبی در آسابا سه گل به ثمر رساند.
اوسیمن در فهرست موقت ۲۵ نفره مربی گرنوت روهر برای مسابقات جام ملتهای آفریقا ۲۰۱۹ در مصر قرار گرفت و در لیست نهایی این مسابقات نیز قرار گرفت. در مسابقه برای مقام سوم، او در پیروزی ۱–۰ تیم مقابل تونس جایگزین ادیون ایگالو مصدوم شد. وی در مجموع ۴۵ دقیقه در این مسابقات بازی کرد.
در ۱۴ اوت ۲۰۱۹، سرمربی تیم ملی نیجریه، گرنوت روهر، اوسیمن را برای بازی دوستانه مقابل اوکراین دعوت کرد، که در تاریخ ۱۰ سپتامبر ۲۰۱۹ در دنیپرو آرنا، اوکراین انجام شد و با نتیجه ۲ بر ۲ به پایان رسید. وی همچنین در ترکیب تیم سوپر ایگلز قرار گرفت تا در بازی دوستانه در سنگاپور در تاریخ ۱۳ اکتبر ۲۰۱۹ با برزیل روبرو شود.

## آمار ملی

### بازی‌های ملی
تا تاریخ ۱۱ فوریه ۲۰۲۴
| نیجریه | نیجریه | نیجریه | نیجریه |
| سال    | بازی   | گل     | پاس گل |
| ------ | ------ | ------ | ------ |
| ۲۰۱۷   | ۲      | ۰      | ۰      |
| ۲۰۱۸   | ۱      | ۰      | ۰      |
| ۲۰۱۹   | ۷      | ۴      | ۲      |
| ۲۰۲۰   | ۱      | ۱      | ۲      |
| ۲۰۲۱   | ۸      | ۵      | ۲      |
| ۲۰۲۲   | ۴      | ۵      | ۲      |
| ۲۰۲۳   | ۵      | ۵      | ۰      |
| ۲۰۲۴   | ۷      | ۱      | ۳      |
| مجموع  | ۳۵     | ۲۱     | ۱۱     |

### گل‌های ملی
| شماره | تاریخ           | میزبان   | بازی ملی | حریف                 | نتیجه | رقابت                          |
| ----- | --------------- | -------- | -------- | -------------------- | ----- | ------------------------------ |
| ۱     | ۱۰ سپتامبر ۲۰۱۹ | دنیپرو   | ۷        | اوکراین              | ۲–۲   | دوستانه                        |
| ۲     | ۱۳ نوامبر ۲۰۱۹  | اویو     | ۹        | بنین                 | ۲–۱   | مقدماتی جام ملت‌های آفریقا ۲۰۲۱ |
| ۳     | ۱۷ نوامبر ۲۰۱۹  | ماسرو    | ۱۰       | لسوتو                | ۴–۲   | مقدماتی جام ملت‌های آفریقا ۲۰۲۱ |
| ۴     | ۱۷ نوامبر ۲۰۱۹  | ماسرو    | ۱۰       | لسوتو                | ۴–۲   | مقدماتی جام ملت‌های آفریقا ۲۰۲۱ |
| ۵     | ۱۳ نوامبر ۲۰۲۰  | بنین     | ۱۱       | سیرالئون             | ۴–۴   | مقدماتی جام ملت‌های آفریقا ۲۰۲۱ |
| ۶     | ۳۰ مارس ۲۰۲۱    | لاگوس    | ۱۳       | لسوتو                | ۳–۰   | مقدماتی جام ملت‌های آفریقا ۲۰۲۱ |
| ۷     | ۷ سپتامبر ۲۰۲۱  | میندلو   | ۱۵       | کیپ ورد              | ۲–۱   | مقدماتی جام جهانی ۲۰۲۲         |
| ۸     | ۱۰ اکتبر ۲۰۲۱   | لیمبه    | ۱۷       | جمهوری آفریقای مرکزی | ۲–۰   | مقدماتی جام جهانی ۲۰۲۲         |
| ۹     | ۱۳ نوامبر ۲۰۲۱  | طنجه     | ۱۸       | لیبریا               | ۲–۰   | مقدماتی جام جهانی ۲۰۲۲         |
| ۱۰    | ۱۶ نوامبر ۲۰۲۱  | لاگوس    | ۱۹       | کیپ ورد              | ۱–۱   | مقدماتی جام جهانی ۲۰۲۲         |
| ۱۱    | ۹ ژوئن ۲۰۲۲     | آبوجا    | ۲۲       | سیرالئون             | ۲–۱   | مقدماتی جام ملت‌های آفریقا ۲۰۲۳ |
| ۱۲    | ۱۳ ژوئن ۲۰۲۲    | اگادیر   | ۲۳       | سائوتومه و پرنسیپ    | ۱۰–۰  | مقدماتی جام ملت‌های آفریقا ۲۰۲۳ |
| ۱۳    | ۱۳ ژوئن ۲۰۲۲    | اگادیر   | ۲۳       | سائوتومه و پرنسیپ    | ۱۰–۰  | مقدماتی جام ملت‌های آفریقا ۲۰۲۳ |
| ۱۴    | ۱۳ ژوئن ۲۰۲۲    | اگادیر   | ۲۳       | سائوتومه و پرنسیپ    | ۱۰–۰  | مقدماتی جام ملت‌های آفریقا ۲۰۲۳ |
| ۱۵    | ۱۳ ژوئن ۲۰۲۲    | اگادیر   | ۲۳       | سائوتومه و پرنسیپ    | ۱۰–۰  | مقدماتی جام ملت‌های آفریقا ۲۰۲۳ |
| ۱۶    | ۱۸ ژوئن ۲۰۲۳    | مونروویا | ۲۶       | سیرالئون             | ۳–۲   | مقدماتی جام ملت‌های آفریقا ۲۰۲۳ |
| ۱۷    | ۱۸ ژوئن ۲۰۲۳    | مونروویا | ۲۶       | سیرالئون             | ۳–۲   | مقدماتی جام ملت‌های آفریقا ۲۰۲۳ |
| ۱۸    | ۱۰ سپتامبر ۲۰۲۳ | اویو     | ۲۷       | سائوتومه و پرنسیپ    | ۶–۰   | مقدماتی جام ملت‌های آفریقا ۲۰۲۳ |
| ۱۹    | ۱۰ سپتامبر ۲۰۲۳ | اویو     | ۲۷       | سائوتومه و پرنسیپ    | ۶–۰   | مقدماتی جام ملت‌های آفریقا ۲۰۲۳ |
| ۲۰    | ۱۰ سپتامبر ۲۰۲۳ | اویو     | ۲۷       | سائوتومه و پرنسیپ    | ۶–۰   | مقدماتی جام ملت‌های آفریقا ۲۰۲۳ |
| ۲۱    | ۱۴ ژانویه ۲۰۲۴  | آبیجان   | ۲۹       | گینه استوایی         | ۱–۱   | جام ملت‌های آفریقا ۲۰۲۳         |

## افتخارات

### بین‌المللی
زیر ۱۷ سال نیجریه
- جام جهانی زیر ۱۷ سال: ۲۰۱۵

نیجریه
- جام ملت‌های آفریقا مقام سوم: ۲۰۱۹

### فردی
- کفش طلای جام جهانی زیر ۱۷ سال: ۲۰۱۵
- توپ نقره جام جهانی زیر ۱۷ سال: ۲۰۱۵
- بازیکن جوان سال آفریقا: ۲۰۱۵
- بازیکن ماه لیگ ۱: سپتامبر ۲۰۱۹
- جایزه مارک-ویوین فو: ۲۰۲۰
- بهترین بازیکن فصل لیل: ۲۰–۲۰۱۹